# Бозонная звезда
Бозонная звезда — гипотетический астрономический объект, состоящий из бозонов (в отличие от обычных звёзд, состоящих преимущественно из фермионов). Для того, чтобы подобный тип звёзд мог существовать, должны существовать стабильные бозоны, обладающие малой массой (масса должна быть в промежутке от 10−27 до 10−24 ГэВ). По состоянию на 2002 год нет никаких веских оснований предполагать, что подобные звёзды существуют, а единственным известным стабильным бозоном является фотон — безмассовая частица, всегда перемещающаяся со скоростью света. Двойные бозонные звёзды, возможно, могут быть обнаружены по испускаемому ими гравитационному излучению.
Бозонные звёзды могли сформироваться в результате гравитационного коллапса на начальных стадиях развития Вселенной после Большого взрыва. Сверхмассивная бозонная звезда может, по крайней мере теоретически, находиться в центре галактики, и это может объяснить многие наблюдаемые свойства активных ядер галактик. Бозонные звёзды также рассматриваются в качестве возможных составляющих тёмной материи.

## Возможное обнаружение бозонных звёзд в 2020 году.
В сентябре 2020 года коллаборация LIGO и Virgo объявила о фиксации гравитационно-волнового сигнала GW190521. Согласно их анализу, он указывает на слияние двух черных дыр с массами в 85 и 66 солнечных. Результатом события стало образование черной дыры, превосходящей по массе Солнце в 142 раза.
Такая необычная масса участников столкновения стала большой проблемой, поскольку, согласно общепринятой модели звездной эволюции, черная дыра с массой в 85 солнечных не могла образоваться в результате коллапса звезды. Это породило ряд сомнений в верности интерпретации источника GW190521.
«Мы предлагаем альтернативное объяснение происхождения сигнала GW190521: столкновение двух экзотических объектов, известных как бозонные звезды. В ходе своего анализа нам также удалось оценить массу новой частицы, составляющей эти объекты – сверхлегкого бозона с массой в миллиарды раз меньше массы электрона», — заявили физики в исследовании, представленном в журнале Physical Review Letters.

## Последующие обнаружения
В 2023 аппарат Gaia обнаружил компаньон звёзды, предположительно состоящий из бозонной материи.